# Brzuśce
Brzuśce is een plaats in het Poolse district  Tczewski, woiwodschap Pommeren. De plaats maakt deel uit van de gemeente Subkowy en telt 420 inwoners.